# Hrant Vardanyan
Pour les articles homonymes, voir Vardanyan.
 (juin 2020).
L'article doit être relu — et modifié si nécessaire — par des contributeurs indépendants pour apporter un regard critique aux contributions effectuées en violation des conditions d'utilisation de Wikipédia, tant sur la forme (notamment concernant le style encyclopédique, la proportionnalité) que sur le fond (la neutralité de point de vue, la qualité et l'indépendance des sources).
Hrant Vardanyan, en arménien : Հրանտ Վարդանյան, né le 23 janvier 1949 à Erevan et mort le 20 avril 2014 à Erevan, République d'Arménie est un homme d'affaires de nationalité arménienne, le pionnier de la fabrication nationale arménienne, le fondateur et le président de la leader société Grand Holding et philanthrope. Travailleur émérite de l'Économie de la République d'Arménie (2009).

## Biographie
Hrant Vardanyan, patronyme Mikaél, né le 23 janvier 1949 à Erevan, RSS d'Arménie, dans une famille d'ouvriers. De 1956 à 1966 il a étudié au lycée Kirov numéro 12 dans la même ville. De 1968 à 1974 il a étudié l'Ingénierie et l’Industrie alimentaire à Université d'État d'ingénierie d'Arménie, Faculté de Construction des Machines et des Mécaniques. Depuis 1990 il est candidat en Sciences Économiques. Il n'appartient à aucun parti politique.
Grâce à Hrant Vardanyan, la célébration de la Fête Internationale du Travail a repris en République d'Arménie comme une fête nationale depuis le 1er mai 2000.
Hrant Vardanyan a été: Président de la fédération arménienne du basketball de 1998 à 2003; Membre du conseil d'administration du comité National Olympique Arménien de 1992 à 2001; Membre du Conseil d'administration de l'Université d'État d'Ingénierie d'Erevan de 2003 à 2014.
Hrant Vardanyan est décédé le 20 avril 2014. Il est enterré au Panthéon d'Erevan,,.

## Activité entrepreneuriale

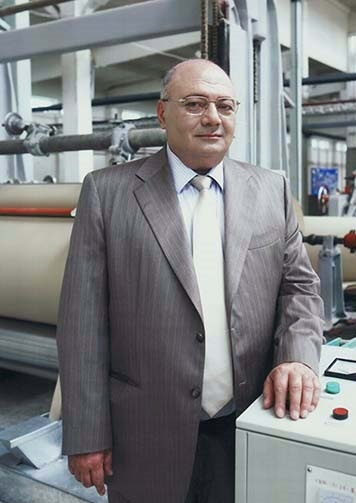
À la production

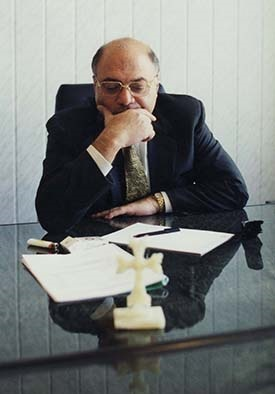
Dans le bureau

Hrant Vardanyan a commencé le carrière professionnelle à l'usine expérimentale de tabac d'Erevan comme un ingénieur technologue. Depuis 1984 il a été l'adjoint du directeur général de l'usine.
En 1996 Hrant Vardanyan a commencé l'activité entrepreneuriale stimulant ainsi la restauration et le développement de la production nationale.
Il a fondé "Grand Tobacco", "Grand Candy", "International Masis Tabak" et d’autres entreprises qui ont des postes clés sur le marché arménien national et en même temps représente fièrement la production nationale dans de nombreux pays du monde entier,,,.
Le groupe d'entreprises qu'il a fondé - "Grand Holding", est la première entreprise d'exportation des produits prêts en Arménie.
En 2019 le nombre d’employé en "Grand Holding" était 9524. Grâce à la coopération avec l'entreprise, des milliers d'emplois ont été créés dans le domaine de l'agriculture, particulièrement dans les villages frontalières de la République d'Arménie. Selon les résultats de 2018 , “Grand Holding” est le premier contribuable en Arménie est le premier contribuable en Arménie, le premier exportateur des produits prêts, le leader du nombre d'emplois et d'investissements.

## Philosophie d'Entreprise
Depuis 1991, au cours des 6 premières années après l'indépendance de l'Arménie et pendant le chômage massif, presque rien était fabriqué en Arménie: tout était importé. Hrant Vardanyan comme un entrepreneur, est fixé l’objectif de relancer et développer la fabrication locale. Il était le premier, qui croyait, que l’Arménie possède le potentiel intellectuel, humain et industriel nécessaire pour soutenir la concurrence sur les marchés intérieurs et internationaux.
La philosophie était la suivante: le consommateur arménien devrait acheter des produits arménien, contribuant ainsi au développement de la production nationale, tandis que le producteur local devrait produire des produits de haute qualité. Alors, le consommateur puisse donner la priorité aux produits étiquetés “Fabriqué en Arménie”(en anglais: “Made in Armenia”).
Avec cette idéologie, il est devenu un exemple pour les autres fabricants. Donc, il a prouvé, que malgré le chômage massif, l'émigration et le blocus, la nation arménienne est capable non seulement de travailler et produire des produits de haute qualité, mais aussi de vivre dignement, d'exporter les produits et de conquérir des marchés partout dans le monde.

## L'activité caritative

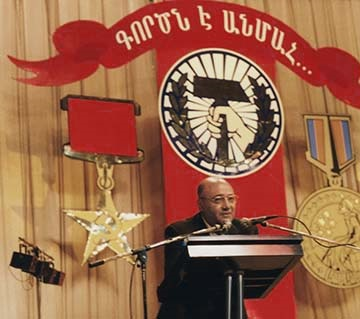
À l'occasion de la célébration de la fête internationale du travail

L'activité caritative de Hrant Vardanyan était multifonction. Il a financé la science, l'éducation, la culture, la santé, les sports, le zoo d'Erevan et la chaîne de télévision gratuite pour les enfants “Hayrenik”. Plus, les pensions mensuelles ont été versées aux héros du travail socialiste.
Hrant Vardanyan a mis en œuvre des projets caritatifs à grande échelle et à long terme dans la province de Tavush, particulièrement dans les villages frontaliers, pour promouvoir le développement des communautés locales.
Hrant Vardanyan a construit l’église St. Thaddeus (en) à Masis, République d'Arménie.

## Vie privée

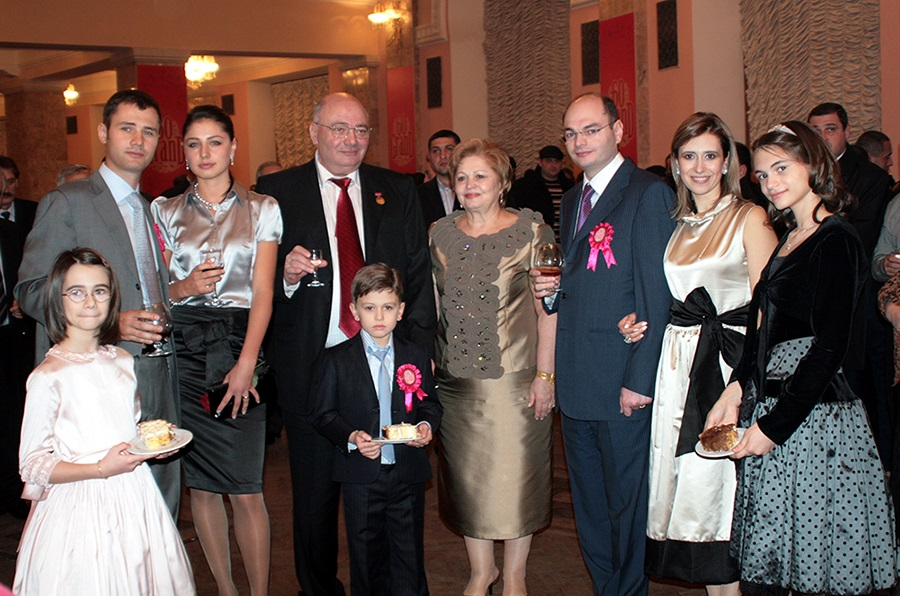
Avec la famille, 2009

Hrant Vardanyan est né dans la famille de Mikael Vardanyan et Shushanik Sargsyan. Il a deux sœurs: Rima et Rosa. L’origine vient du village de Hinis, l’Arménie Occidentale. Sa grand-mère et son grand-père ont été victimes du génocide arménien de 1915.
À l’âge de 7 ans, Hrant Vardanyan perd son père. Il a rencontré son épouse Zina Muruzyan pendant l’éducation à l’Institut Polytechnique d’Erevan. Ils se sont mariés en 1972. Hrant Vardanyan a deux fils Mikaél et Karen, et six petits-enfants: Isabella, Zina, Hrant, Daniel, Mark et Aksel.

## Récompenses et distinctions

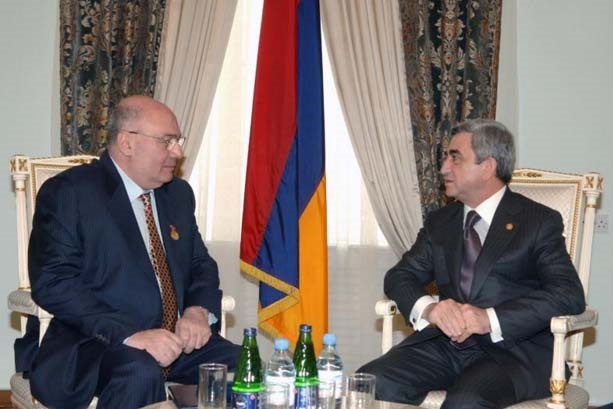
Récompenses et distinctions

•	En 1999, la Médaille Anania Shirakatsi a été décernée à Hrant Vardanyan par le Président de l'Arménie pour la contribution à la restauration de la production nationale .
•	En 2009, Hrant Vardanyan a reçu le titre “Travailleur émérite de l'Économie de l'Arménie” pour la première fois dans l'histoire de l'Arménie indépendante par le président de la République d'Arménie.
•	Le 20 décembre 2014, le président de l'Arménie a décerné à titre posthume “l'Ordre du Service pour la Patrie 1re classe” à Hrant Vardanyan pour la contribution au développement de l'économie nationale .
•	Le 5 février 2019, la rue Gortsaranayin de la ville de Masis, en République d'Arménie, a été renommée pour Hrant Vardanyan.